# هيرام كوكس
الكابتن هيرام كوكس (بالإنجليزية: Hiram Cox)‏ (1760-1799) دبلوماسي بريطاني ومؤرخ شطرنج أدى خدمته في بنغال وبورما في القرن الثامن عشر. مدينة كوكس بازار في بنغلادش سميت باسمه.

## حياته
بصفته ضابطا لشركة الهند الشرقية؛ عُيّن الكابتن كوكس مديرا على مركز بالونكي بعد أن أصبح وارين هاستينغز حاكما لبنغال. عين كوكس خصيصا للتعامل مع صراع طويل بين لاجئي الأراكان والمحليين الأركان، وقد اعتمد مهمة إعادة تأهيل اللاجئين في المنطقة ونجح في ذلك مشكل ملحوظ إلا أنه توفي سنة 1799 قبل أن يكمل عمله. وللاحتفال بعمله في التأهيل تم إنشاء سوق سمي باسمه: (Cox's Bazar).
كان كوكس عضوا في الجمعية الآسيوية وساهم بمقالات بحثية حو الثقافة الآسيوية في صحيفتها: بحوث آسيوية. وقد اشتهر أكثر بنظريته حول أصل الشطرنج والذي كان شطرنج اللاعبين الأربعة (حسبه) والمعروفة بنظرية كوكس فوربس.